# Cannabis à Madagascar
Le cannabis à Madagascar est illégal, mais il est produit et consommé au niveau national.

## Terminologie
Les termes pour le cannabis dans la langue malgache incluent "Rongony", "Jamala" ''Bona'', ''Kaya'', ''zavatr'olona'', ce dernier terme étant populaire à Madagascar surtout dans la capitale Antananarivo surtout Anjahana, mais peut-être originaire de Madagascar et y étant rediffusé par des travailleurs provinces.

## Histoire
La découverte de pollen de cannabis datant de deux millénaires à Madagascar a été citée comme l'un des éléments de preuve de la première arrivée du peuple malgache sur l'île.
L'usage local de cannabis a été signalé par des visiteurs étrangers dans les années 1700 et 1800, et sous le règne du roi Andrianampoinimerina, la consommation de cannabis est devenue un crime capital. La consommation de cannabis était répandue parmi ses courtisans, et le roi a décrié la pratique en disant : « lorsque vous fumez du chanvre, vous devenez à moitié intelligent... Vous fumez les longues feuilles et prenez congé de vos sens ; c'est à cause de cela que je n'en veux pas ».

## Économie
Le cannabis produit à Madagascar est principalement destiné à la consommation locale, où il est décrit comme « omniprésent » avec quelques exportations limitées vers les pays africains voisins. Le cannabis est largement cultivé dans les provinces de Mahajanga et d'Antsiranana au nord, et de Toliara, Fianarantsoa et Betroka[réf. nécessaire] au sud. Certains des types de cannabis cultivés à Madagascar sont des « variétés sauvages ».

## Légalité
Le cannabis est illégal à Madagascar, bien qu'il soit largement utilisé. Compte tenu de son illégalité, la plante Huperzia obtusifolia est parfois utilisée comme substitut, qu'elle soit fumée ou en infusion.